# Phlogophora viridivena
Phlogophora viridivena är en fjärilsart som beskrevs av Holloway 1976. Phlogophora viridivena ingår i släktet Phlogophora och familjen nattflyn. Inga underarter finns listade i Catalogue of Life.